# SN 2005ka
SN 2005ka – supernowa typu Ia odkryta 20 października 2005 roku w galaktyce A221355+0105. W momencie odkrycia miała maksymalną jasność 22,10m.